# Поліцейська академія 2: Їхнє перше завдання
«Поліцейська академія 2: Їхнє перше завдання» — Кримінальна комедія режисера Джеррі Паріс. 2-а частина серії з 7 фільмів, знана як «Поліцейська академія». Фільм отримав рейтинг PG-13 MPAA. Один з найвідоміших в СРСР в епоху «Відеобуму» 1980-х років та 1990-х «піратських» фільмів.

## Сюжет
У 16-му районі міста дуже складна криміногенна обстановка. Місто страждає від грабежів і розбою банди Зеда, химерної особи, якого бояться свої ж поплічники. Комісар Герст, вкрай незадоволений начальником дільниці — капітаном Пітом Ласардом, молодшим братом начальника академії Еріка Ласарда, дає йому місяць, на те, щоб зменшити рівень злочинності, в іншому випадку погрожує звільнити Ласарда, а на його місце поставити його ж заступника — підступного лейтенанта Маузера. Ласард звертається за допомогою до свого старшого брата, з проханням виділити йому 6 нових поліціянтів. Після чого герої першого фільму Кері Магоні, Ларвелль Джонс, Мозес Гайтавер, Юджин Теклберрі, Лаверн Гукс і Дуглас Феклер вирушають до 16-ї дільниці.
Однак підступний Маузер і його помічник Проктор хочуть зробити все, щоб курсанти провалилися і Ласарда звільнили. До кожного з новоспечених Маузер прилаштовує напарника. При цьому Теклберрі, на його превелике незадоволення, в напарники дістається жінка — сержант Кетлін Керкленд, яка знається на зброї навіть більше, ніж Теклберрі. А Магоні в напарники отримує Вінні Штульмана. До того ж Магоні стикається з Маузером, якому не до душі його схильність до жартів.
Поліціянти починають патрулювання вулиць. Однак їхнє перше патрулювання закінчується провалом. Їхня спроба знешкодити грабіжників місцевої крамниці закінчується розгромом і побиттям її господаря — Чака Світчака. Маузер починає вичитувати поліціянтів, проте Магоні вдається переконати Ласарда, що вони просто перегнули палицю, після чого Ласард прощає їх і дякує за старанність. Того ж вечора в барі Теклберрі визнається Магоні, що він закохався в Керкленд. Тим часом Маузер, котрий зненавидів Магоні, наказує йому і Штульману патрулювати дорожній рух в автомобільному тунелі. Однак Магоні, повернувшись до відділку, на помсту підсовує в душ Маузеру замість шампуню балончик з епоксидною смолою, через що руки Маузера приклеюються до голови. У такому вигляді Маузер опиняється в коридорі на очах у всіх відвідувачів. Після того як йому вдається звільнити руки, він намагається з'ясувати, хто з ним утнув такий жарт.
Тим часом Піта Ласарда, при спробі знешкодити пару хуліганів, ловлять і розфарбовують з ніг до голови. Повернувшись до відділку, він закликає поліціянтів нарешті покінчити зі злочинністю, після чого поліціянти з величезним ентузіазмом вирушають боротися зі злочинністю. І в результаті здійснюють кілька десятків успішних арештів. Однак, коли зраділий Ласард повідомляє про це комісару Герсту, приходить Маузер і повідомляє, що всіх заарештованих доведеться відпустити, бо арешт був здійсненний з порушенням закону. Одночасно роман між Теклберрі і Керкленд продовжує розвиватися. Того ж вечора вони йдуть на побачення, а вночі займаються сексом. Теклберрі також знайомиться з її сім'єю. Тим часом розлючений на своїх підлеглих, Піт Ласард висловлює своє невдоволення своєму братові. Ерік радить Піту влаштувати розважальний ярмарок, для того, щоб заспокоїти громадськість. Однак у самий розпал ярмарки туди навідується банда Зеда, яка влаштовує бешкет. У результаті Піта Ласарда звільняють, а його місце займає Маузер. На це Магоні знову відповідає злим жартом, записавши Маузера на прийом до проктолога. Лікар і двоє санітарів силоміць проводять Маузеру огляд прямої кишки. Пізніше Маузер хоче з'ясувати, хто утнув з ним цей жарт, погрожуючи всіх звільнити. Магоні визнає свою провину, і Маузер його звільняє.
Утрьох Магоні, Штульман і Ласард намагаються з'ясувати, звідки банда організовує свої набіги. Для цього Вінні та Ласард радять Магоні впровадитися в банду. Магоні погоджується. Він переодягається в хулігана і пізно ввечері починає трощити все на своєму шляху, чим привертає увагу двох бандитів з банди Зеда, які запрошують його приєднатися до них. Магоні завойовує їхню довіру, коли до них під'їжджає Джонс і його напарник, який намагається їх заарештувати, а Магоні відібравши пістолет, змушує Джонса давати стусанів напарнику. Наступного дня Магоні разом з бандитами вирушає до їхнього лігва. Штульман і Ласард їдуть за ними. Незабаром Магоні привозять у лігво банди, яким виявляється старий зоопарк, і представляють Зеду. Однак незабаром Магоні випадково викриває себе, Зед, знайшовши у Магоні мікрофон і зрозумівши, що він поліціянт, починає з ним дуель на ножах. Ласард і Штульман, зрозумівши, що Магоні в біді, викликають всіх поліціянтів на підмогу. Поліціянти, оточивши лігво банди, всіх заарештовують, Ласард особисто рятує Магоні з рук Зеда, а спроба Маузера проникнути в лігво бандитів через отвір у даху закінчується тим, що він (тому, що мав дурість взяти в помічники Феклера) падає всередину лігва і бовтається на тросі. У результаті банда заарештована, Піта Ласарда поновлюють на посаді, а Теклберрі та Керкленд одружуються.

## В ролях
- Стів Гуттенберг — Кері Магоні
- Бубба Сміт — Мозес Гайтавер
- Майкл Вінслоу — Ларвелл Джонс
- Девід Граф — Юджин Теклберрі
- Брюс Малер — Дуглас Феклер
- Маріон Ремсі — Лаверн Гукс
- Коллін Кемп — Кетлін Кіркланд
- Арт Метрано — лейтенант / капітан Маузер
- Ленс Кінсі — сержант / лейтенант Проктор
- Говард Гессмен — капітан Піт Лассард
- Джордж Гейнз — ректор Ерік Лассард
- Боб Голдтвейт — Зед
- Тім Казурінскі — Світчак (у титрах позначений як «Merchant» (торговець))
- Пітер Ван Норден — Вінні Штульман

## Цікаві факти

Непристойний напис у фільмі

- Приблизно на 66-й хвилині фільму (якщо точніше 01:05:52), в кадр на декілька секунд потрапляє телефонна будка, з написаним на ній нецензурним російським словом «хуй». Подейкують, що автором ідеї виступив Пол Масланські, який належить до сім'ї єврейських іммігрантів із Росії. На користь цієї теорії говорить також ім'я його сина, яке звуть незвично для американця: Саша Пітер Михайло Масланські.
- Це єдина частина «Поліцейської академії», де не знімалася Леслі Істербрук (сержант Каллахан). Незадовго перед зйомками в актриси народилася донька.
- В оригінальному сценарії прізвище персонажа Тіма Казурінські — Шевчук (Schewchuk). Саме його видно на вітрині магазину. Однак у Бубби Сміта (Мозес Хайтауер) виникли складнощі з вимовою цього прізвища, і тому персонажа перейменували на Світчак (Sweetchuk). До речі, прізвище Shewchuk носив художник-декоратор першого фільму серії.
- За сценарієм Світчак мав з'явитися тільки на початку фільму. Однак режисерові Джеррі Перісу так сподобався дует Казурінські та Боба Голдуейта (Зед), що він вирішив збільшити їхній екранний час.
- Роль Зеда спочатку пропонували Біллу Пекстону. Але він зробив вибір на користь «Чужих».
- Джордж Бейлі, який зіграв лейтенанта Гарріса в першій частині, сподівався отримати роль і в другій, але продюсер Пол Масланські зробив вибір на користь Арта Метрано (зіграв лейтенанта Маузера). За збігом, Джордж Бейлі водночас знявся у фільмі «Ковбойська рапсодія» Г'ю Вілсона — режисера першої частини.
- Фільмі має багато незакінчених сцен. Наприклад, сцена на заправці, коли Факлер відлучається в туалет із ключем, прив'язаним до піноблока, насправді мала продовження. В продовженні після повернення він застає свого напарника Дулі зв'язаним, а поліцейську машину розібрану на запчастини.
- Говарду Хессману (Піт Лассард) пропонували зніматися в сиквелах, але він не просто відмовився, а сказав, що з його боку було великою помилкою брати участь і в цій серії.
- Персонаж Вінні Штульмана з'явився після того, як Донован Скотт, який зіграв Леслі Барбару в першому фільмі, відмовився їсти в кадрі котячий кал і залишив проєкт назавжди.
- У фільмі Теклбері 28 років. Акторові Девіду Графу, який зіграв його, на момент зйомок було 33.
- Майкл Вінслоу (Ларвелл Джонс) носить вуса в другій, третій і шостій частинах «Академії».